# 裸桥鳞虫
裸桥鳞虫（学名：Pontogenia nuda）为鳞沙蚕科桥鳞虫属的动物。分布于安达曼群岛、日本以及中国大陆的南海珊瑚礁地区等地。